# コンパクトな埋め込み
数学におけるコンパクトに埋め込まれた (英: compactly embedded) という概念は、集合あるいは空間が別のものの内部に「素性よく包含されている」ことを表すものである。この概念には位相空間論や函数解析学に対して適切となるいくつかの異なるヴァージョンが存在する。

## 定義（位相空間）
(X, T) を位相空間とし、V と W を X の部分集合とする。V は次の条件を満たすとき W にコンパクトに埋め込まれていると言い、V ⊂⊂ W または V ⋐ W と書く。
- V ⊆ Cl(V) ⊆ Int(W). ここで Cl(V) は V の閉包を表し、Int(W) は W の内部を表す；
- Cl(V) はコンパクトである。

## 定義（ノルム空間）
X と Y を、それぞれノルム ‖ • ‖X と ‖ • ‖Y を備える二つのノルム線型空間とし、X ⊆ Y とする。X は次の条件を満たすとき Y にコンパクトに埋め込まれると言い、X ⊂⊂ Y または X ⋐ Y と書く。
- X は Y に連続に埋め込まれる。すなわち、X 内のすべての x に対して ‖ x ‖Y ≤ C‖ x ‖X を満たすある定数 C が存在する；
- X の Y への埋め込みは次の意味でコンパクトである：X 内の任意の有界集合は Y 内で全有界、すなわちそのような有界集合におけるすべての点列は、ノルム ‖ • ‖Y に関してコーシー列であるような部分列を持つ。

Y がバナッハ空間であるとき、包含作用素 i: X ↪ Y がコンパクト作用素であることが同値な定義となる。
函数解析学に応用されるとき、このヴァージョンのコンパクトな埋め込みは通常、函数のバナッハ空間に対して用いられる。ソボレフ埋蔵定理の内のいくつかはコンパクトな埋め込みの定理である。